# Liste der Baudenkmäler in Westerngrund
Auf dieser Seite sind die Baudenkmäler in der unterfränkischen Gemeinde Westerngrund zusammengestellt. Diese Tabelle ist eine Teilliste der Liste der Baudenkmäler in Bayern. Grundlage ist die Bayerische Denkmalliste, die auf Basis des Bayerischen Denkmalschutzgesetzes vom 1. Oktober 1973 erstmals erstellt wurde und seither durch das Bayerische Landesamt für Denkmalpflege geführt wird. Die folgenden Angaben ersetzen nicht die rechtsverbindliche Auskunft der Denkmalschutzbehörde.
 Diese Liste gibt den Fortschreibungsstand vom 15. April 2020 wieder und enthält 11 Baudenkmäler.

## Baudenkmäler nach Ortsteilen

### Huckelheim
| Lage                           | Objekt                                | Beschreibung | Akten-Nr.    | Bild |
| ------------------------------ | ------------------------------------- | --- | ------------ | ---- |
| Auf dem Ziegelberg ()          | Bildsäule                             | nicht nachqualifiziert, im Bayerischen Denkmal-Atlas nicht kartiert                                                                                    | D-6-71-159-7 |      |
| Forsthausstraße 8 (Standort)   | Ehemaliges Forsthaus                  | Zweigeschossiger, traufständiger Massivbau mit Halbwalmdach auf Kellersockel aus Bruchstein und steinernen Fenster- und Türgewänden, bezeichnet „1770“ | D-6-71-159-5 | BW   |
| Nähe Kapellenstraße (Standort) | Votivkapelle sogenanntes Pesthellchen | Massiver Pyramiddachbau auf Unterbau aus Quaderbruchsteinmauerwerk, Nischen mit Heiligenstatuen, 1822                                                  | D-6-71-159-6 | BW   |

### Oberwestern
| Lage                     | Objekt                               | Beschreibung | Akten-Nr.    | Bild           |
| ------------------------ | ------------------------------------ | --- | ------------ | -------------- |
| (Standort)               | Sieben Grenzsteine                   | Mit Mainzer Rad und Löwen, 1810, nicht nachqualifiziert, im Bayerischen Denkmal-Atlas nicht kartiert                                                                               | D-6-71-159-3 | weitere Bilder |
| Leimenkaut (Standort)    | Bildstock                            | Auf einer Säule ein vierseitiger Aufsatz mit Kreuzdach mit reliefierten Kreuzen und Keramikpietá in flachen Bildnischen sowie bekrönendes eisernes Doppelkreuz, Sandstein, um 1870 | D-6-71-159-1 | BW             |
| Am Wässerchen ()         | Bildstock                            | 1847, nicht nachqualifiziert, im Bayerischen Denkmal-Atlas nicht kartiert | D-6-71-159-4 |                |
| Schulstraße 5 (Standort) | Katholische Pfarrkirche St. Wendelin | Saalkirche mit Ostturm, unverputzter Bruchsteinbau mit Satteldach und Eckquaderung, 1827/28, um 1910 um Polygonalchor erweitert, mit Ausstattung                                   | D-6-71-159-2 | weitere Bilder |

### Unterwestern
| Lage                         | Objekt    | Beschreibung | Akten-Nr.     | Bild |
| ---------------------------- | --------- | --- | ------------- | ---- |
| Kastanienstraße 1 (Standort) | Bildstock | Säule auf Postament, profilierter vierseitiger Rundbogenaufsatz mit Pietà in Bildnische sowie bekrönendes Kreuz, Sandstein, bezeichnet „1728“        | D-6-71-159-8  | BW   |
| Bergstraße 1 (Standort)      | Wohnhaus  | zweigeschossiges giebelständiges Fachwerkhaus mit Satteldach auf Kellersockel, bezeichnet „1734“                                                     | D-6-71-159-12 | BW   |
| Marienstraße (Standort)      | Bildstock | Säule auf Postament, profilierter vierseitiger Rundbogenaufsatz mit Keramikpietá in Bildnische sowie bekrönendes Kreuz, Sandstein, bezeichnet „1728“ | D-6-71-159-9  | BW   |
| Spessartstraße 6 (Standort)  | Wohnhaus  | Zweigeschossiges giebelständiges Satteldachgebäude mit Fachwerkobergeschoss, um 1800                                                                 | D-6-71-159-13 | BW   |